# (196256) 2003 EH1
(196256) 2003 EH1 – planetoida należąca do grupy Amora. Została odkryta 6 marca 2003 roku w programie LONEOS.
(196256) 2003 EH1 jest źródłem gęstego roju Kwadrantydów, przez który Ziemia przechodzi każdego roku około 4 stycznia. Jest to mała planetoida o średnicy kilku kilometrów, odkryta w marcu 2003 roku i oznaczona jako 2003 EH1.
Obiekt krąży po osobliwej orbicie o dużym nachyleniu, odpowiadającej orbicie Kwadrantydów co wykazały analizy przeprowadzone wstecz przez kilka stuleci z uwzględnieniem perturbacji ze strony planet.
Szacuje, że meteoroidy Kwadrantydów, jakie dziś napotykamy, opuściły 2003 EH1 500 lat temu (około roku 1490). Planetoida ta może być pozostałością po rozpadzie komety C/1490 Y1.
Skojarzenie 2003 EH1 z rojem Kwadrantydów identyfikuje to ciało jako krótkookresową kometę bardzo przypominającą "asteroidę" (3200) Phaethon, która jest źródłem deszczu Geminidów.